# Extremsportler
Der Begriff Extremsportler beschreibt einen Menschen, der sich in den Grenzbereichen des Sports oder des Sporttreibens bewegt. Er hat somit in der Sportwissenschaft eine doppelte Bedeutung: Einerseits charakterisiert er einen Menschen, der eine ausgefallene, höchst anspruchsvolle, oft risikoreiche Form von Sport betreibt und andererseits kennzeichnet er einen Menschen, der einen bestimmten Sport über das normale Maß hinaus äußerst intensiv und extensiv auslebt. Beide Merkmale können auch miteinander verbunden auftreten.

## Charakteristik

### Der Sachanspruch durch die Sportart
Der Extremsportler begnügt sich nicht mit der einer größeren Masse von Wagnissportlern zugänglichen Ausübung eines Sports. Beim Fallschirmspringen etwa steigert er die Ansprüche an sich und die Sportart, indem er diese zu gefährlichen Extremformen wie dem Base-Jumping, dem Wasserfallspringen, dem Höhlenspringen oder dem Swooping ausweitet bzw. indem er den Schwierigkeitsgrad bis zu Rekordleistungen wie einem Stratosphärensprung aus 39 Kilometern Höhe oder dem Fall mit Schallgeschwindigkeit erhöht. Zahlreiche Sportarten bieten dem Extremsportler die Möglichkeit, das Anspruchsniveau entsprechend der eigenen Leistungsvorstellung zu steigern. So lässt sich das Gleitschirmfliegen zum Acro-Paragliding, das Felsklettern zum Free-Solo-Klettern, der leichtathletische Langstreckenlauf zum Ultramarathon, das Wasserspringen zum Klippenspringen aus bis zu 45 Metern Höhe (Acapulco) verändern. Auch der äußerst riskante, unter Strafandrohung stehende „Spaßsport“ Balconing oder die artistische Sportform Parkour lassen sich hier einordnen.

### Die persönliche Beanspruchung
Andere Extremsportler kennzeichnen sich durch ihr außergewöhnliches Pensum an Trainingseinheiten, Wettkämpfen und Meisterschaften. Sie betreiben keinen gefährlichen Sport, üben ihre Sportart jedoch als Höchstleistungssport mit ständigem Sieges- und Rekordanspruch unter einer extremen physischen und psychischen Dauerbelastung aus. So trainieren Spitzentennisspieler bis zu acht Stunden am Tag, schwimmen Leistungsschwimmer mehrere hundert Kilometer in der Woche, um sich auf Weltklasseniveau halten zu können. Ihr Rang in der Bestenliste, die Beobachtung in den Medien und das vorgegebene Wettkampfprogramm erfordern ein exzessives Arbeiten am Leistungslimit. Trainingsintensität und Trainingsextensität führen zu einer professionellen Ausübung des Sports, der berufliche Ausbildung und Privatleben in der Regel untergeordnet werden.
Bei beiden Formen wird der Extremsportler physisch, psychisch, mental und technisch aufs Äußerste gefordert.

## Motivation
Extremsportler sind Grenzgänger. Sie gehen in ihren Leistungsansprüchen bis an die Grenzen ihres eigenen Leistungsvermögens und an die Grenzen der technischen Möglichkeiten ihres Sports. Sie versuchen, diese möglichst weit auszudehnen. Dabei kommt es zur Ausschüttung von Adrenalin, was Glücksempfindungen hervorruft, wenn sich die eigenen Leistungspotenziale der gestellten schwierigen Aufgabe gewachsen erweisen, wie der Glücksforscher Mihály Csíkszentmihályi in seiner Formel vom Flowerleben darstellt. Der Wagnisforscher Siegbert A. Warwitz hat darüber hinaus nach Interviews und Literaturrecherchen neun Theorien aufgestellt und analysiert, die das aus unterschiedlichen Wurzeln erwachsende gefährliche Handeln des Extremsportlers zu entschlüsseln versuchen.

## Gesellschaftliche Bedeutung

### Selbstfindung
Nach der Wagnistheorie „Leben in wachsenden Ringen“ von Warwitz geht es dem Extremsportler in erster Linie um Identitätsfindung und Selbstverwirklichung. Er möchte die Potenziale, die in ihm angelegt sind, zu Fertigkeiten und sichtbaren Leistungen realisieren. Dabei will er sich auf einem Gebiet, auf dem er sich außerordentlich kompetent weiß, als einmalige Persönlichkeit aus der Masse der Menschen herausheben. Er möchte seinen Namen in die Annalen seines Sports schreiben und damit Nachruhm ernten. Auf diesem strapaziösen Wege muss er erhebliche Risiken eingehen und sich entsprechende Kompetenzen im Risikomanagement aneignen.
Der Extremsportler folgt einem für jede menschliche Weiterentwicklung unabdingbaren Naturtrieb der Selbstvervollkommnung, den er allerdings exzessiv auslebt. Aufmuth hat die damit verbundene Problematik im Bereich des Extrem-Alpinismus thematisiert. Semler hat dazu eine Selbstanalyse für den Fallschirmsport geliefert.

### Unterhaltung
Der Zuschauer von Western, Kriminalfilmen und Dokumentationen erwartet heute realitätsnahe Darstellungen auch gefährlicher Ereignisse, etwa von Kampfszenen oder Verfolgungsjagden. Dies können sogenannte Stuntmen leisten, die sich aus unterschiedlichen Disziplinen des Extremsports rekrutieren. Auch Zirkusakrobaten, Jongleure, Seiltänzer kommen häufig aus dem Feld der Extremsportler. Durch das erhebliche Medieninteresse an spektakulären Ereignissen erreichen Extremsportler heute eine große Aufmerksamkeit und damit einen hohen Marktwert, von dem die besten ihrer Branche auch materiell gut leben können.

### Wissenschaftlicher Beitrag
Obgleich Extremsportler nach Warwitz in der Regel nicht primär an wissenschaftlichen Fortschritten interessiert sind, ergeben sich diese häufig als Nebeneffekt. Manche dienen sich auch der Wissenschaft an, um die erforderlichen Sponsoren für ihre kostenträchtigen Projekte zu gewinnen. So standen für den Fallschirmspringer Felix Baumgartner zwar seine vier angestrebten Weltrekorde im Vordergrund seiner Ambitionen. Zugleich benötigte er aber auch die Raumfahrttechnik und Raumfahrtbehörde für die Durchführung seiner Unternehmung.
Dem Mut und der Wagnisbereitschaft von Extremsportlern sind teilweise bedeutende Fortschritte der Menschheit zu verdanken:
So wurde Otto Lilienthal mit seinen bahnbrechenden Flugversuchen zum Pionier des Fliegens. Er bewies, dass der Mensch entgegen der damaligen allgemeinen Vorstellung mit geeigneten Apparaten das Fliegen lernen und praktizieren kann.
Testpiloten experimentieren heute berufsmäßig mit Prototypen neuer Gleitschirm-, Hängegleiter- oder Motorflugzeuggenerationen in Extremsituationen, um technische Schwächen zu entdecken und sie für den allgemeinen Sport und die Luftfahrt sicherer zu machen.
Höhenbergsteiger wie Hermann Buhl, Reinhold Messner oder Peter Habeler widerlegten die herrschende Meinung der Mediziner, dass der Mensch ohne zusätzlichen Sauerstoff nicht in die Regionen der 8000er-Berge vordringen könne, ohne physisch und psychisch irreparablen Schaden zu nehmen. Sie erbrachten damit den Praxiserweis, dass der menschliche Organismus aufgrund von Training zu höheren Leistungen fähig ist als allgemein vermutet und dienten damit auch dem Erkenntnisgewinn der Trainingswissenschaft.
Während der Weimarer Gelehrte und Geheimrat Johann Wolfgang von Goethe noch die Ansicht vertrat, dass die Geschwindigkeit der Postkutsche bzw. des galoppierenden Pferdes die höchste von der menschlichen Physis und Psyche zu verkraftende Geschwindigkeit sei, bewies Felix Baumgartner, dass der Mensch sich mit intelligenten technischen Hilfen sogar schneller als der Schall bewegen kann.
Extremsportler können zum Hilfspersonal der Wissenschaft oder Wissenschaftler zu Extremsportlern werden, um auf ihrem speziellen Fachgebiet neue Erkenntnisse zu gewinnen.

### Rettungseinsatz
Auf Extremsportler wird auch bei schwierigen Rettungseinsätzen im Hochgebirge, bei Schiffskollisionen unter Wasser, bei militärischen Spezialkommandos als Kampfschwimmer oder bei gewagten Geiselbefreiungen zurückgegriffen.

## Risikobelastung
Die Risikobelastung des Extremsports ist als relativ einzustufen. Es ist zwischen „objektivem Risiko“ (das aus dem Gefahrenpotenzial des Sports resultiert) und dem „subjektiven Risiko“ (das von dem Kompetenzniveau des Sportlers abhängt) zu unterscheiden. Die Gefahreneinschätzung erfährt zudem bei Zuschauern und Akteuren häufig eine unterschiedliche Bewertung. Sie resultiert zum einen aus einer unterschiedlichen Erfahrung im Risikomanagement, zum andern aus einer Projektion der eigenen Befindlichkeit, bei der auch der persönliche Angstlevel eine Rolle spielt. Da sich der Extremsportler in lebens- und gesundheitsbedrohlichen Grenzbereichen bewegt, ist für ihn eine realistische Vernunftsteuerung von besonderer Bedeutung. Warwitz spricht in einem Bild vom Gashebel, der den Extremen beflügelt, seinen Lebenstraum zu realisieren und dem Bremshebel, der von der Vernunft und einer realistischen Lagebeurteilung gesteuert wird.

## Problemansätze

### Gesundheitliche Gefährdung
Nahezu alle Extremsportler, die sich über viele Jahre im Höchstleitungsbereich bewegen und von Meisterschaft zu Meisterschaft, von Rekord zu Rekord streben und dabei möglichst ständig in Hochform sein müssen, tragen dabei gesundheitliche Folgeschäden davon, die sowohl auf Überlastungen des Bewegungsapparats (Übertraining, Tennisarm, Knieprobleme, Schädigung des Immunsystems) als häufig auch auf psychische Überforderung mit den Folgen (Burnout, Aggressivität, Drogentendenz) zurückzuführen sind. Iris Hadbawnik porträtierte zehn Extremsportler, die sich bis zum Äußersten verausgaben.

### Berufliche Probleme
Trotz spezieller Schulen für Höchstleistungssportler und einer verbreiteten Förderung durch Staat und private Sponsoren versäumen oder vernachlässigen manche Extremsportler wegen des zeitlichen und kräfteraubenden Engagements in ihrer sportaktiven Zeit eine solide Berufsausbildung. Nur wenige herausragende Spitzenathleten können die entstandenen Defizite durch eine nachfolgende  Karriere in ihrem Sportbereich als Trainer, Funktionär oder Journalist ausgleichen. Andere versuchen, sich mehr oder weniger geschickt mit Geldanlagestrategien ein Alterseinkommen zu sichern.

### Integrationsprobleme
Extremsportler sind häufig Einzelgänger. Ihr Bestreben, sich von den Konkurrenten zu unterscheiden, führt bisweilen zu einer privaten und gesellschaftlichen Isolierung mit gravierenden Folgeproblemen. Ähnlich alternden Filmstars besteht die Gefahr, mit dem Nachlassen des Leistungsvermögens aus der einstigen Medienpräsenz und Berühmtheit nicht mehr in ein normales Leben zu finden, was zu Depressionen, Drogenkonsum, sogar Suiziden führen kann.

## Ethische Bewertung
Die Handlungen der Extremsportler entziehen sich nach Warwitz einer allgemeinen objektiv haltbaren und auch nur annähernd konsensfähigen Bewertung. Diese hängt einerseits entscheidend von den in einer Gesellschaft vorherrschenden Tendenzen (Wagnisbereitschaft, Wertespektrum, (Un)sicherheitsgefühlen), andererseits von der spezifischen Persönlichkeitsstruktur des Einzelnen (philobatischer oder oknophiler Charaktertypus) ab. Entscheidend ist nach Warwitz weniger das Faktum der Ausübung eines Extremsports als die ethische Sinngebung des eigenen Tuns. Er unterscheidet daher zwischen dem Hasardeur (dem „Thrillsucher“), der lediglich den Nervenkitzel im Ausleben einer Extremsituation anstrebt, und dem Sinnsucher (dem „Skillsucher“), dem der Extremsport als Mittel dient, um ethisch anspruchsvolle Ziele zu erreichen.

## Film
- arte.tv: Re: Lust an der Gefahr - warum Extremsportler ihr Leben riskieren (online - Sendung vom 24. September 2021, ZDF 2021, 33 Minuten)